# Paul Salvator Goldengruen
Cet article peut avoir été édité par une personne ayant un lien étroit avec son sujet ; il faut le réécrire dans un article avec un point de vue neutre. Si vous êtes étroitement lié au sujet de cet article, veuillez le déclarer sur sa page de discussion. (janvier 2021)
Paul Salvator Goldengruen (de son vrai nom Paul Ricken, né le 27 août 1960 à Warburg) est un peintre allemand d'art brut.

## Biographie
Après une formation de vendeur au détail de 1976 à 1979 à Warburg et les 15 mois de service militaire obligatoire à Münster et à Lunebourg en 1980 et 1981, Paul Salvator Goldengruen obtient son abitur en suivant les cours d'une école pour des personnes qui reprennent des études à Paderborn de début 1982 à fin 1984. Il commence des études de biologie à l'automne 1985 à Münster et Bielefeld qu'il abandonne ensuite. Il se réoriente vers la littérature anglaise et va jusqu'en licence.
Dans les années 1990, un an après le décès de sa mère, Paul Salvator Goldengruen contracte une maladie psychiatrique qu'il canalise par l'expression artistique. Il s'investit dans cette activité et développe une forme d'art brut.
Ses peintures se diffusent entre psychiatres par Internet et se retrouvent en Amérique du Nord (International Society for the Study of Trauma and Dissociation) et latine (Artecomunicarte) dans des expositions consacrées à l'art brut. En avril 2007, 20 tableaux sont acquis par la collection Hans Prinzhorn à Heidelberg comme La divinité primitive (Die Urgottheit).
Son œuvre croissante compte environ 500 pièces, pour la plupart des images de grand format qui se caractérisent par l'expressivité et la richesse des couleurs et souvent un symbolisme énigmatique, ainsi que des petites sculptures et quelque 200 poèmes.

## Source, notes et références
- (de) Cet article est partiellement ou en totalité issu de l’article de Wikipédia en allemand intitulé « Paul Salvator Goldengruen » (voir la liste des auteurs).